# No Longer Music

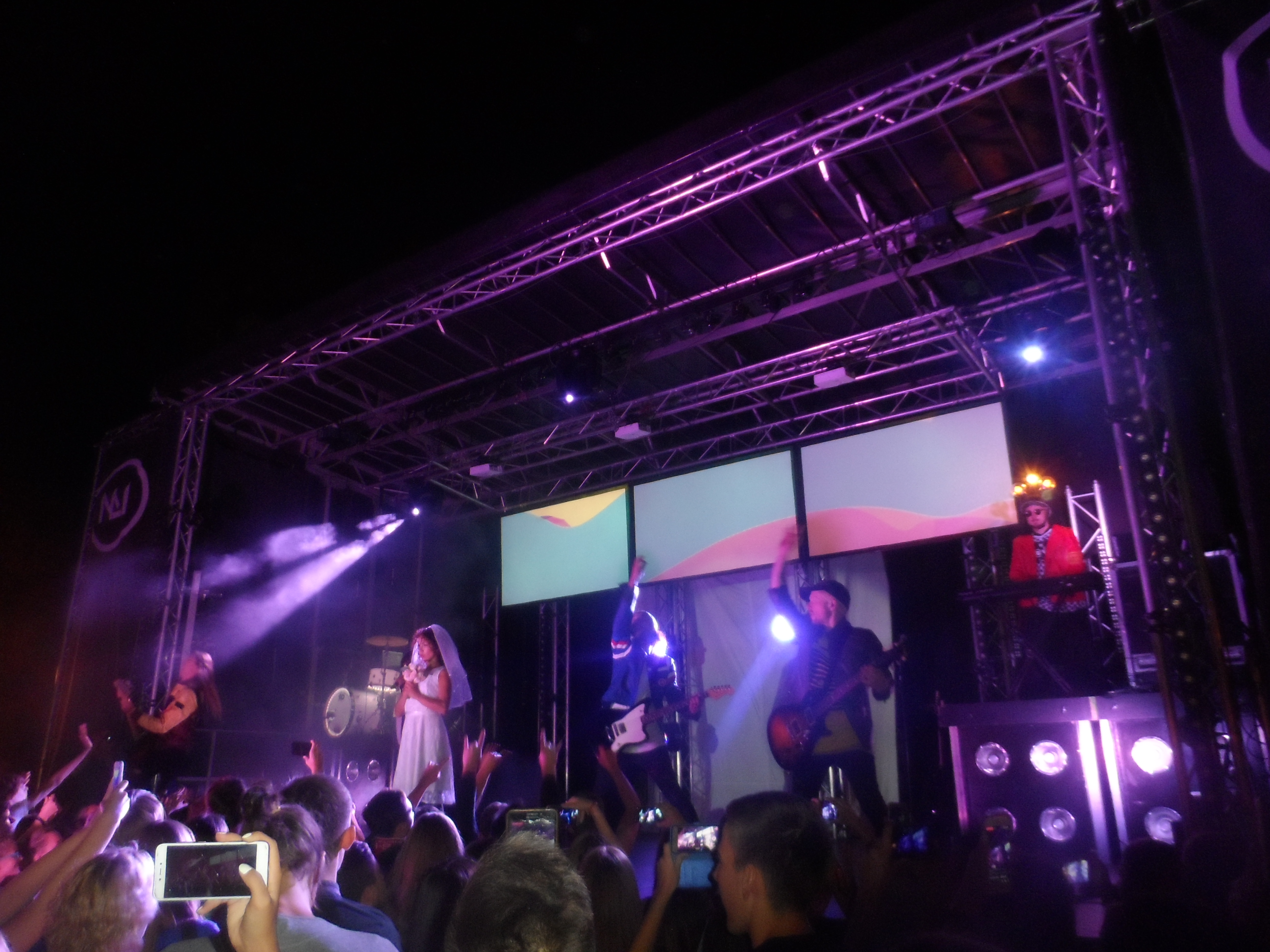

No Longer Music (NLM) – zespół muzyczny, założony w Amsterdamie przez Davida Pierce'a,  posiadający międzynarodowy skład.

## Historia zespołu

### 1985: Thank you good night we love you!
David Pierce zainicjował powstanie No Longer Music w Amsterdamie, w Holandii w 1985 roku. Oprócz koncertów w kraju zespół zaczął wyjeżdżać poza Holandię. Otworzyły się przed nim możliwości grania we Wschodniej Europie i to przed upadkiem Muru Berlińskiego. NLM zagrał wtedy na Festiwalu w Jarocinie. Następnie wydał pierwszy album: "Thank you good night we love you!". Następnie NLM koncertował w Związku Radzieckim.

### 1987: No sex
W 1987 roku wydano drugi album: "No Sex". NLM wyruszył w tournée i zagrał 32 koncerty na trasie "Od Moskwy do Mongolii". Następnie założyciel zespołu David Pierce wydał książkę "Rockpriest" (Rockowy kapłan), opisującą historię NLM. Zespół przeniósł się następnie do Nowej Zelandii, by tam koncertować i przygotować się do trasy w Azji.

### 1989: Hang by your feet and sing
Dwa lata później został wydany trzeci album: "Hang by your feet and sing". Zespół ruszył też w trasę koncertową po Wietnamie i w końcu trasę koncertową po Polsce, po której NLM aktywnie zaangażował się w pierwszy SLOT festival. Kolejno miały miejsce trasy koncertowe po Nowej Zelandii, Polsce, Niemczech z przygotowaną przez NLM Rock-operą. Później wyruszyli w trasę z rock-operą "Passion (and act of)" – Nowa Zelandia, USA, Niemcy, Polska, Serbia, Indie i Singapur.

### 1997: Passion (and act of)
W 1997 NLM wydał czwarty album: "Passion (and act of)" zawierający muzykę do rock-opery.

### 2000: Primordial
W 2000 roku NLM wydał piąty album: "Primordial", a w grudniu tego samego roku NLM gościł w Polsce na trasie z 2Tm2,3. W 2001 po raz pierwszy występował w Brazylii i Jamajce. Po kolejnej trasie po Polsce latem 2001, z niemieckim zespołem Noisetoys, NLM zjawił się na SLOT festiwal. Przez cały ten okres główną siedzibą NLM była Nowa Zelandia, a w latach 2002 - 2004 poprowadzono trasy koncertowe po Azji i Brazylii. 

W 2005 roku zespół zagrał 10 koncertową trasę po Polsce wraz z zespołem Pytki Doś. W 2008 roku zespół ponownie zagrał w Polsce na SLOT ART FESTIVAL. 

Podczas trasy koncertowej w 2009 roku, która obejmowała takie kraje jak USA, Liban, Chorwację i Finlandię w składzie zespołu było aż 4 Polaków: Darek Pilch (aktor), Grażyna Słaboń i Basia Pilch (tancerki) oraz Anna Greenwood (kamerzystka). Podczas trasy koncertowej min. po Polsce i Albanii w 2012 roku w skład zespołu wchodziła również Ewa Wań (aktorka, tancerka).

## Dyskografia
- Thank you good night we love you – 1988
- No Sex – 1989
- Hang by your feet and sing – 1992
- Passion (and act of) – 1997
- Primordial – 2000
- Live in Stuttgart, Germany (DVD) – 2005